# یواس‌اس ویلیام آر راش (دی‌ای-۲۸۸)
یواس‌اس ویلیام آر راش (دی‌ای-۲۸۸) (به انگلیسی: USS William R. Rush (DE-288)) یک کشتی بود که طول آن ۳۰۶ فوت (۹۳ متر) بود.